# Медфорд (Мен)
Медфорд (англ. Medford) — місто (англ. town) в США, в окрузі Піскатаквіс штату Мен. Населення — 230 осіб (2020).

## Демографія
Згідно з переписом 2010 року, у місті мешкали 254 особи в 104 домогосподарствах у складі 74 родин. Було 164 помешкання
Расовий склад населення:
| - 98,8 % — білих - 0,8 % — чорних або афроамериканців |

До двох чи більше рас належало 0,4 %. Частка іспаномовних становила 0,4 % від усіх жителів.
За віковим діапазоном населення розподілялося таким чином: 18,1 % — особи молодші 18 років, 70,9 % — особи у віці 18—64 років, 11,0 % — особи у віці 65 років та старші. Медіана віку мешканця становила 46,5 року. На 100 осіб жіночої статі у місті припадало 115,3 чоловіків;  на 100 жінок у віці від 18 років та старших — 112,2 чоловіків також старших 18 років.
Середній дохід на одне домашнє господарство  становив 54 670 доларів США (медіана — 46 944), а середній дохід на одну сім'ю — 58 764 долари (медіана — 46 786). Медіана доходів становила 41 667 доларів для чоловіків та 40 357 доларів для жінок. За межею бідності перебувало 22,3 % осіб, у тому числі 36,6 % дітей у віці до 18 років та 27,3 % осіб у віці 65 років та старших.
Цивільне працевлаштоване населення становило 106 осіб. Основні галузі зайнятості: освіта, охорона здоров'я та соціальна допомога — 35,8 %, будівництво — 16,0 %, виробництво — 15,1 %.